# Lauluväljak

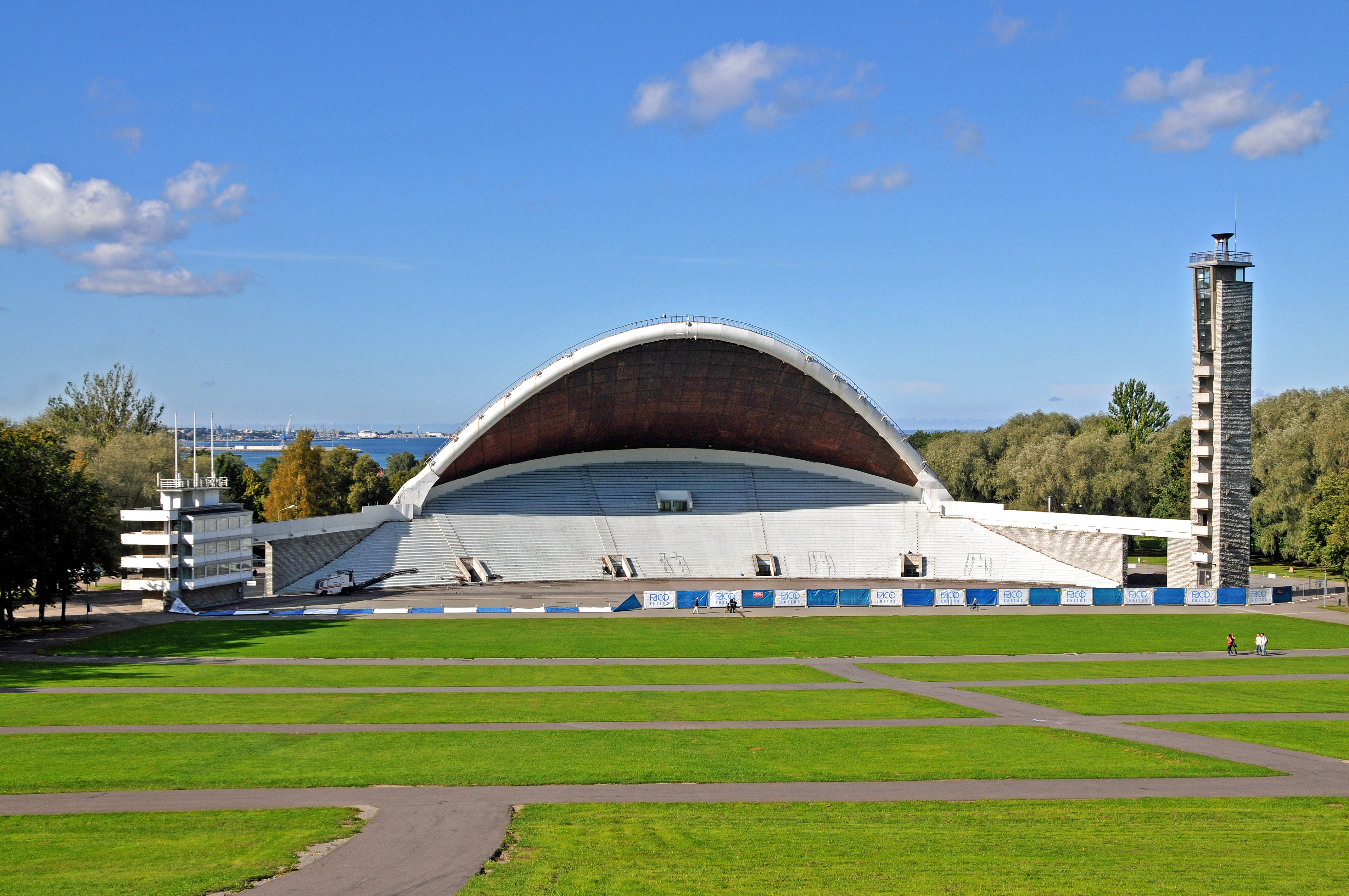
Laulaväljak

Het Lauluväljak is een open veld met bijbehorend podium in de Estse hoofdstad Tallinn. Het podium werd onspronkelijk ontworpen voor het Estisch zangfeest, dat nog elke 5 jaar daar gehouden wordt. Het werd gebouwd in 1959 door de architecten Henno Sepmann, Alar Kolti en Endel Paalmann voor het twintigjarig jubileum van het zangfeest. In 1988 was het de locatie van de zingende revolutie.
Tegenwoordig wordt het ook gebruikt voor grote popconcerten van vele bekende artiesten. In het verleden hebben onder meer de artiesten Madonna, Michael Jackson, Metallica, Lady Gaga, Elton John, Robbie Williams, Queen en de Red Hot Chilli Peppers hier opgetreden.